# Сарказмобол
«Сарказмобол» (англ. Sarcastaball) — восьмой эпизод шестнадцатого сезона сериала «Южный Парк», премьера которого состоялась 26 сентября 2012 года.

## Сюжет
Когда отец Стэна узнаёт, что традиционный для американского футбола ввод мяча в игру был запрещён из-за опасения серьёзных травм у школьников, он протестует об этом на школьном совете. Рэнди саркастически предлагает радикально изменить правила футбола, по которым играют в начальной школе Южного Парка. Он говорит, что можно основать новую игру под названием «Сарказмобол», в которой мальчики носят лифчики и шляпы из фольги, используют надувной шар вместо мяча, а также обнимают соперника и делают ему комплименты. Школьный совет предлагает Маршу возглавить эту команду Саут-Парка: он с сарказмом принимает это предложение. Новый вид спорта быстро становится самым популярным в США.
Картман говорит Баттерсу, что его неспособность быть добрым к людям делает его плохим игроком в сарказмобол. Баттерс говорит ему, что у каждого внутри есть "сливочная слизь", которая может сделать его хорошим. Слизью оказывается сперма, выходившая из Баттерса по ночам (поллюция). Картман и другие игроки глотают её, не зная, что это такое, чтобы улучшить свою игру.
Шерон выражает свою обеспокоенность по поводу того, что Рэнди не может говорить без сарказма. Они консультируются с врачом, который говорит им, что сарказм вызвал у Рэнди необратимые повреждения головного мозга. Затем отец Стэна идёт на игру своего сына, чтобы убедить толпу, что сарказм и игра, основанная на нем, опасны. Стэн и Картман говорят Рэнди, что, когда Баттерс говорит, что соревновательность может быть сострадательной, он не саркастичен, а совершенно искренен, и что Рэнди просто слишком сварлив, чтобы считать, что в игру можно играть искренне. Когда Стэн даёт своему отцу выпить "сливочную слизь" Баттерса, чтобы усилить его чувства заботы и доброты, Рэнди понимает, что это сперма. В результате Баттерс наказан за то, что другие потребляли его сперму, несмотря на то, что он не знал, что такое сперма и сарказм на самом деле.

## Факты
- Сюжет серии, можно назвать пародией на фильм «БЕЙСкетбол» с участием Трея Паркера и Мэтта Стоуна. Только в фильме суть игры сводилась не к вежливости и «обнимашкам», а к тому как наиболее изощрённо оскорбить соперника. В фильме, игру частично придумал персонаж Трея Паркера, который озвучивает Рэнди Марша.
- В раздевалке можно заметить Кенни без своего капюшона (мальчик в футбольной форме под номером 84).
- Приезжая за Стэном на футбольное поле, Рэнди случайно убивает мальчика из команды соперников (сбивает машиной). Обычно таким образом умирает Кенни, который в этом эпизоде не умер.
- Некоторые репортеры пользуются камерами «Manon», что является пародией на производетеля фототехники «Canon»